# چندو
میگول پورلان (چندو) (به اسپانیایی: Miguel Porlán (Chendo)) بازیکن فوتبال اهل اسپانیا است که از۱۶سالگی عضورئال مادریدبوده والان به عنوان سرپرست باشگاه رئال مادریدکارمی کند. از سال ۱۹۸۶ تا ۱۹۹۰ میلادی عضو تیم ملی فوتبال اسپانیا بوده و سابقه حضوردرجام‌های جهانی ۸۶و۹۰رادرکارنامه دارد
.
افتخارات:
لالیگا:(۷)(۱۹۸۶*۱۹۸۷*۱۹۸۸*۱۹۸۹*۱۹۹۰*۱۹۹۵*۱۹۹۷)
کوپادل ری:(۲)(۱۹۸۹*۱۹۹۳)
لیگ قهرمانان اروپا(۱)(۱۹۹۸)
جام یوفا:(۲)(۱۹۸۵*۱۹۸۶)